# بيل سويفت
بيل سويفت (بالإنجليزية: Bill Swift)‏ هو لاعب كرة قاعدة أمريكي، ولد في 27 أكتوبر 1961 في بورتلاند في الولايات المتحدة.

## وصلات خارجية
- بيل سويفت على موقع دوري كرة القاعدة الرئيسي (الإنجليزية)
- بيل سويفت على موقعبيزبول رفرنس.كوم (الدوري الرئيسي) (الإنجليزية)
- بيل سويفت على موقعبيزبول رفرنس.كوم (الدوري الثانوي) (الإنجليزية)
- بيل سويفت على موقع إي إس بي إن.كوم (أم.أل.بي) (الإنجليزية)
- بيل سويفت على موقع مشجعي الرسوم البيانية (الإنجليزية)
- بيل سويفت على موقع أوليمبيديا (الإنجليزية)